# Датска крона
Вижте пояснителната страница за други значения на крона.
Датската крона (на датски: dansk krone) е официалната валута на Дания, Фарьорските острови и на Гренландия от 1 януари 1875 година. Нейният ISO 4217 код е DKK, а символът ѝ е kr.
Дели се на 100 йоре като норвежката и шведската крона.
На референдум през 2000 г. за присъединяване към Еврозоната и еврото гласоподавателите запазват кроната с резултат 53,2%. 